# 丫江桥镇
丫江桥镇，是中华人民共和国湖南省株洲市攸县下辖的一个乡镇级行政单位。

## 行政区划
丫江桥镇下辖以下地区：
仙石村、盆上村、明月村、双江村、联江村、新杉岭村、万兴村、华裕村、增佳新村、源佳村、严良村、联胜村、三峰村、松江村、同富村、中和村和樟树村。